# Cynorkis stenoglossa
Cynorkis stenoglossa är en orkidéart som beskrevs av Friedrich Fritz Wilhelm Ludwig Kraenzlin. Cynorkis stenoglossa ingår i släktet Cynorkis, och familjen orkidéer.
Artens utbredningsområde är Madagaskar.

## Underarter
Arten delas in i följande underarter:
- C. s. pallens
- C. s. stenoglossa